# Scrophularia elbursensis
Scrophularia elbursensis är en flenörtsväxtart som beskrevs av Joseph Friedrich Nicolaus Bornmüller. Scrophularia elbursensis ingår i släktet flenörter, och familjen flenörtsväxter. Inga underarter finns listade i Catalogue of Life.